# Aranyera becllarga
L'aranyera becllarga (Arachnothera robusta) és una espècie d'ocell de la família dels nectarínids (Nectariniidae) que habita boscos de les terres baixes de Tailàndia, Malaia, Sumatra, Borneo i Java.